# Beta Centauri
Beta Centauri (abgekürzt β Cen) ist das zweithellste stellare Objekt der markanten Konstellation Centaurus am Südhimmel (0,6 mag). Es handelt sich hier um ein Sternsystem, bestehend aus einem spektroskopischen Doppelstern (A) und einem Einzelstern (B). Komponente A wird oft als Einzelobjekt betrachtet, weshalb das System oft als Doppelstern (AB) bezeichnet wird. Es hat neben der Bayer-Bezeichnung β (= zweithellster im Sternbild) auch den offiziellen Eigennamen Hadar, wird aber auch Agena (lat. für Knie (des Zentauren)), genannt.
Das System ist etwa 530 Lichtjahre vom Sonnensystem entfernt und wurde lange für einen einzelnen blau-weißen Überriesen gehalten, dessen Leuchtkraft jene der Sonne um mindestens das 10.000-fache übertrifft. Erst 1935 konnte ihn J.G. Voute als Doppelstern enttarnen, dessen Komponenten (A, B) nur 1,3" Winkelabstand haben. Trotzdem ändert sich der Positionswinkel nur langsam, sodass die Umlaufzeit rund 300 Jahre betragen muss. Der kleinere Stern (Hadar B) hat die Helligkeit 4,1 mag und strahlt 1500-mal heller als die Sonne, wird aber vom helleren Zentralgestirn fast überstrahlt.

## Drei blaue Sterne
Kleine Unstimmigkeiten in der Spektralanalyse führten schließlich zur Entdeckung, dass der „Zentralstern“ (β Cen A bzw. Hadar A) ein enger, spektroskopischer Doppelstern ist. Die zwei Sterne wurden A1 und A2 genannt und sind fast identisch: beide haben 8-fache Sonnengröße und 15-fache Sonnenmasse, Spektralklasse B1 und je 50.000fache Sonnenleuchtkraft – vor allem im energiereichen blauen Licht. Sie kreisen in 2,6 AE Abstand (halbe Distanz Sonne-Jupiter) umeinander (nach anderen Angaben in 23 AE), doch infolge der riesigen Massen in nur 355 Tagen.
So große und heiße Sterne (ca. 30.000 °C) „verheizen“ ihren Kernbrennstoff viel schneller als Zwergsterne (wie die Sonne) und bleiben nur relativ kurz im stabilen Zustand (siehe Hauptreihe). Je nach Sternmasse blähen sie sich nach etwa 5 bis 500 Millionen Jahren zu Roten Riesen oder Überriesen auf. Die Zentralsterne Hadar A1 und A2 dürften daher erst ein Alter von 12 Millionen Jahren besitzen. Sie könnten zwar im Außenraum von Planeten umkreist werden, doch sind keine erdähnlichen Verhältnisse denkbar.

## Lage am Sternhimmel

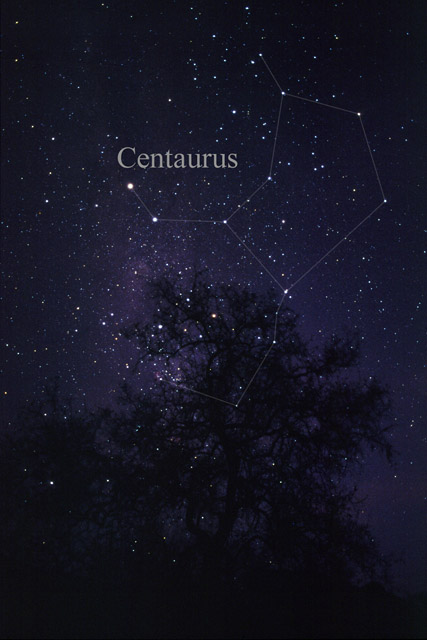
Beta Centauri ist der zweithellste Stern im Sternbild Centaurus (zweiter von links oben).

Beta Centauri ist der elfthellste Stern am Firmament und bildet mit seinem noch etwas helleren Nachbarstern Alpha Centauri (α Cen) – der allerdings viel näher ist (4,3 Lj) – ein optisches Sternpaar. In der Nähe liegt überdies das Kreuz des Südens, sodass innerhalb nur 15° insgesamt fünf Sterne 1. Größe zu finden sind (am gesamten Sternhimmel gibt es 22).